# Thiratoscirtus torquatus
Thiratoscirtus torquatus är en spindelart som beskrevs av Simon 1903. Thiratoscirtus torquatus ingår i släktet Thiratoscirtus och familjen hoppspindlar. Inga underarter finns listade i Catalogue of Life.